# Axat
Axat [aksat]  (en occitan Atsat) est une commune française située dans le département de l'Aude, en région Occitanie.
Sur le plan historique et culturel, la commune fait partie du Pays de Sault, un plateau situé entre 990 et 1 310 mètres d'altitude fortement boisé. Exposée à un climat méditerranéen, elle est drainée par l'Aude, le ruisseau de Resclause et par divers autres petits cours d'eau. La commune possède un patrimoine naturel remarquable : deux sites Natura 2000 (le « pays de Sault » et la « haute Vallée de l'Aude et Bassin de l'Aiguette ») et sept zones naturelles d'intérêt écologique, faunistique et floristique.
Axat est une commune rurale qui compte 482 habitants en 2022. Ses habitants sont appelés les Axatois ou  Axatoises.

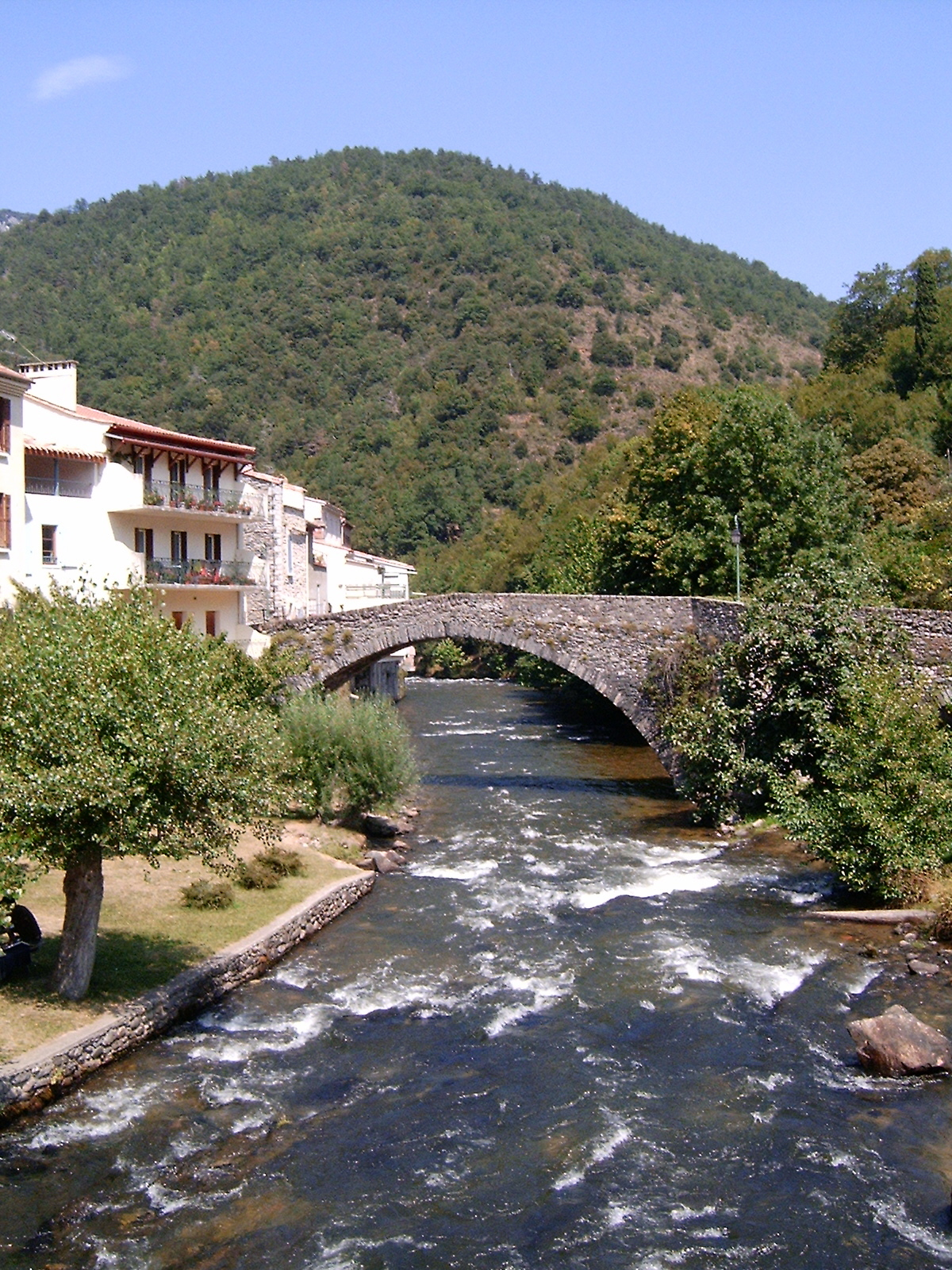
Le pont Vieux, contemporain de l'église. Sa construction remonte aux alentours de 1630.

## Géographie

### Localisation
La commune est située dans les Pyrénées en haute vallée de l'Aude sur l'Aude, la route départementale 118 (Pyrénées) et la ligne Carcassonne - Rivesaltes Train du pays Cathare et du Fenouillèdes entre Saint-Paul-de-Fenouillet et Quillan, dans le Pays cathare et aux portes des Pyrénées audoises (pays de la haute vallée de l'Aude). Le village est traversé par l’Aude, l’antique Atax, qui procure diverses sources de loisirs tels que le canoë, le kayak ou le rafting et la pêche à la truite.
Ville étape, au carrefour des CD 117 et 118, à égale distance de Carcassonne, Perpignan et Font-Romeu, Axat, à 380 m d’altitude, s’étale au cœur d'une vaste cuvette, entourée de montagnes boisées qui forment un large cirque de verdure, au débouché des gorges de Saint-Georges venant du sud, étroit couloir où passent de justesse la route et la rivière au pied d’une façade de falaises vertigineuses et au sortir du tout aussi impressionnant défilé de Pierre-Lys, arrivant par le nord de la commune. Les travaux de percement de la route classée départementale en 1821, allant du défilé de Pierre-Lys jusqu'à Axat, furent inspirés par l'Abbé Félix Armand, curé de Saint-Martin-Lys. C'est à la même époque que le marquis d'Axat, Ange Jean Michel Bonaventure de Dax, fit réaliser à ses frais la partie de la route menant du défilé jusqu'à Axat.
Sur un escarpement rocheux appelé ribas, à proximité des ruines du château médiéval, l’église construite en 1630, à l’initiative de Raymond de Dax seigneur d’Axat qui était également chapelle castrale, offre un point de vue remarquable sur le patrimoine du village. Le vieux village est dominé par les ruines de son château féodal qui était composé de deux enceintes fortifiées et constituait une place forte défensive et une protection où les habitants d'Axat et des villages voisins venaient chercher et trouver refuge auprès de leur seigneur, en cas d'invasion ou d'incursion aragonaises qui s'accompagnaient de leur cortège de pillages et d'incendies des maisons. Il contrôlait depuis le Moyen Âge, le cours supérieur du fleuve, accès au Fenouillèdes et au Capcir. Situé entre les châteaux de Puilaurens et de Puivert, son rôle militaire était d'empêcher les infiltrations du royaume d'Aragon, tout proche à cette époque, à travers les encaissements chaotiques et les forêts profondes de la haute vallée de l'Aude. De même que le château de Puilaurens, il faisait partie du système de défense avancée de la cité de Carcassonne, en cette marche frontière du royaume de France face au royaume d'Aragon.
Habité jusqu'à la Révolution, le château qui est un temps resté inoccupé, en particulier peu après le décès du marquis d'Axat en 1788 et durant les grands troubles de la Terreur révolutionnaire survenue juste après en 1793 et 1794, est bientôt en mauvais état. À une époque où les constructions du Moyen Âge et de la Renaissance ne présentent plus de valeur aux yeux des contemporains, le château est définitivement délaissé après cette période de tourmente vers 1797 par le nouveau marquis d'Axat de retour d'Espagne dans les suites de la chute de Robespierre, alors que le calme revient peu à peu en France à l'occasion de l'avènement du Directoire. Il ne l'occupe plus au profit d'une nouvelle demeure qu'il se fait construire au pied du ribas à proximité des forges, appelée dès lors « le château ». Inhabité le château, désormais dit « château vieux », va petit à petit dépérir, ce qui sera grandement accéléré par la prise de ses pierres, il sert en effet alors de carrière pour la construction de nombreuses maisons du village, alentour.
Le pont Vieux, contemporain de l'église, est en parfait état de conservation, c'est un des rares ouvrages d'art construit sur le cours amont de l'Aude.

### Communes limitrophes
Les communes limitrophes sont  Artigues, Cailla, Puilaurens, Saint-Martin-Lys, Sainte-Colombe-sur-Guette et Salvezines.
| Cailla   | Saint-Martin-Lys          |            |
| Artigues | Axat                      | Puilaurens |
|          | Sainte-Colombe-sur-Guette | Salvezines |

### Géologie et relief
Axat se situe en zone de sismicité 3 (sismicité modérée).

### Voies de communication et transports
Gare d'Axat (ancienne gare SNCF devenue salle polyvalente) sur la ligne Carcassonne - Rivesaltes

### Hydrographie
La commune est dans la région hydrographique « Côtiers méditerranéens », au sein du bassin hydrographique Rhône-Méditerranée-Corse. Elle est drainée par l'Aude, le ruisseau de Resclause, le ruisseau d'Aliès, le ruisseau d'Artigues, le ruisseau de la Crémade, le ruisseau de Seillès, le ruisseau du Doumergal et le ruisseau du Pla del Bouchet, constituant un réseau hydrographique de 13 km de longueur totale,.
L'Aude, d'une longueur totale de 223,59 km, prend sa source dans la commune des Les Angles et s'écoule du sud vers le nord. Il traverse la commune et se jette dans le golfe du Lion.

### Climat
Pour des articles plus généraux, voir Climat de l'Occitanie et Climat de l'Aude.
En 2010, le climat de la commune est de type climat méditerranéen altéré, selon une étude s'appuyant sur une série de données couvrant la période 1971-2000. En 2020, Météo-France publie une typologie des climats de la France métropolitaine dans laquelle la commune est exposée à un climat de montagne ou de marges de montagne et est dans la région climatique Pyrénées orientales, caractérisée par une faible pluviométrie, un très bon ensoleillement (2 600 h/an), un air sec, particulièrement en hiver et peu de brouillards.
Pour la période 1971-2000, la température annuelle moyenne est de 12,2 °C, avec une amplitude thermique annuelle de 14,6 °C. Le cumul annuel moyen de précipitations est de 892 mm, avec 9,3 jours de précipitations en janvier et 5,6 jours en juillet. Pour la période 1991-2020, la température moyenne annuelle observée sur la station météorologique la plus proche, située sur la commune de Granès à 11 km à vol d'oiseau, est de 13,5 °C et le cumul annuel moyen de précipitations est de 724,6 mm,. Pour l'avenir, les paramètres climatiques de la commune estimés pour 2050 selon différents scénarios d'émission de gaz à effet de serre sont consultables sur un site dédié publié par Météo-France en novembre 2022.

### Milieux naturels et biodiversité

#### Réseau Natura 2000

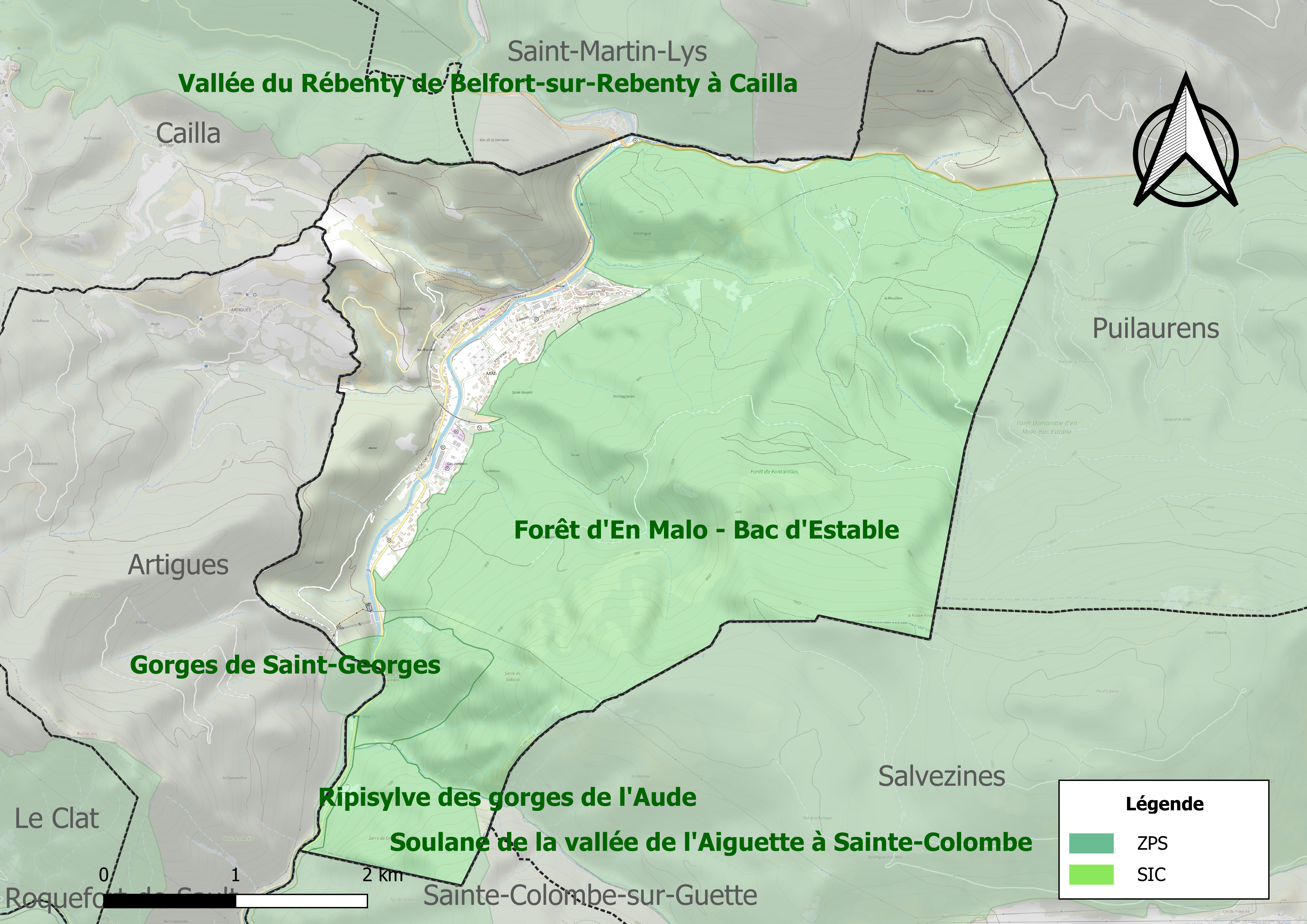
Site Natura 2000 sur le territoire communal.

Le réseau Natura 2000 est un réseau écologique européen de sites naturels d'intérêt écologique élaboré à partir des directives habitats et oiseaux, constitué de zones spéciales de conservation (ZSC) et de zones de protection spéciale (ZPS).
Un site Natura 2000 a été défini sur la commune au titre de la directive habitats :
- la « haute Vallée de l'Aude et Bassin de l'Aiguette », d'une superficie de 17 055 ha, particulièrement intéressant pour ses milieux aquatiques. Il comprend des populations de Desmans des Pyrénées, Barbeau méridional, d'Écrevisse à pattes blanches ainsi que des chabots[17]

et un au titre de la directive oiseaux : 
- le « pays de Sault », d'une superficie de 71 499 ha, présentant une grande diversité d'habitats pour les oiseaux. On y rencontre donc aussi bien les diverses espèces de rapaces rupestres, en particulier les vautours dont les populations sont en augmentation, que les passereaux des milieux ouverts (bruant ortolan, alouette lulu) et des espèces forestières comme le pic noir[18].

#### Zones naturelles d'intérêt écologique, faunistique et floristique
L’inventaire des zones naturelles d'intérêt écologique, faunistique et floristique (ZNIEFF) a pour objectif de réaliser une couverture des zones les plus intéressantes sur le plan écologique, essentiellement dans la perspective d’améliorer la connaissance du patrimoine naturel national et de fournir aux différents décideurs un outil d’aide à la prise en compte de l’environnement dans l’aménagement du territoire.
Quatre ZNIEFF de type 1 sont recensées sur la commune :
- la « forêt d'En Malo - Bac d'Estable » (2 450 ha), couvrant 3 communes du département[20] ;
- les « gorges de Saint-Georges » (44 ha), couvrant 2 communes du département[21] ;
- la « ripisylve des gorges de l'Aude » (88 ha), couvrant 9 communes du département[22] ;
- la « soulane de la vallée de l'Aiguette à Sainte-Colombe » (603 ha), couvrant 2 communes du département[23] ;

et trois ZNIEFF de type 2, : 
- les « Fenouillèdes audois » (12 141 ha), couvrant 13 communes dont 11 dans l'Aude et 2 dans les Pyrénées-Orientales[24] ;
- les « gorges de l'Aude et de l'Aiguette » (5 612 ha), couvrant 10 communes du département[25] ;
- le « petit plateau de Sault » (5 054 ha), couvrant 11 communes du département[26].

Carte des ZNIEFF de type 1 et 2 à Axat.
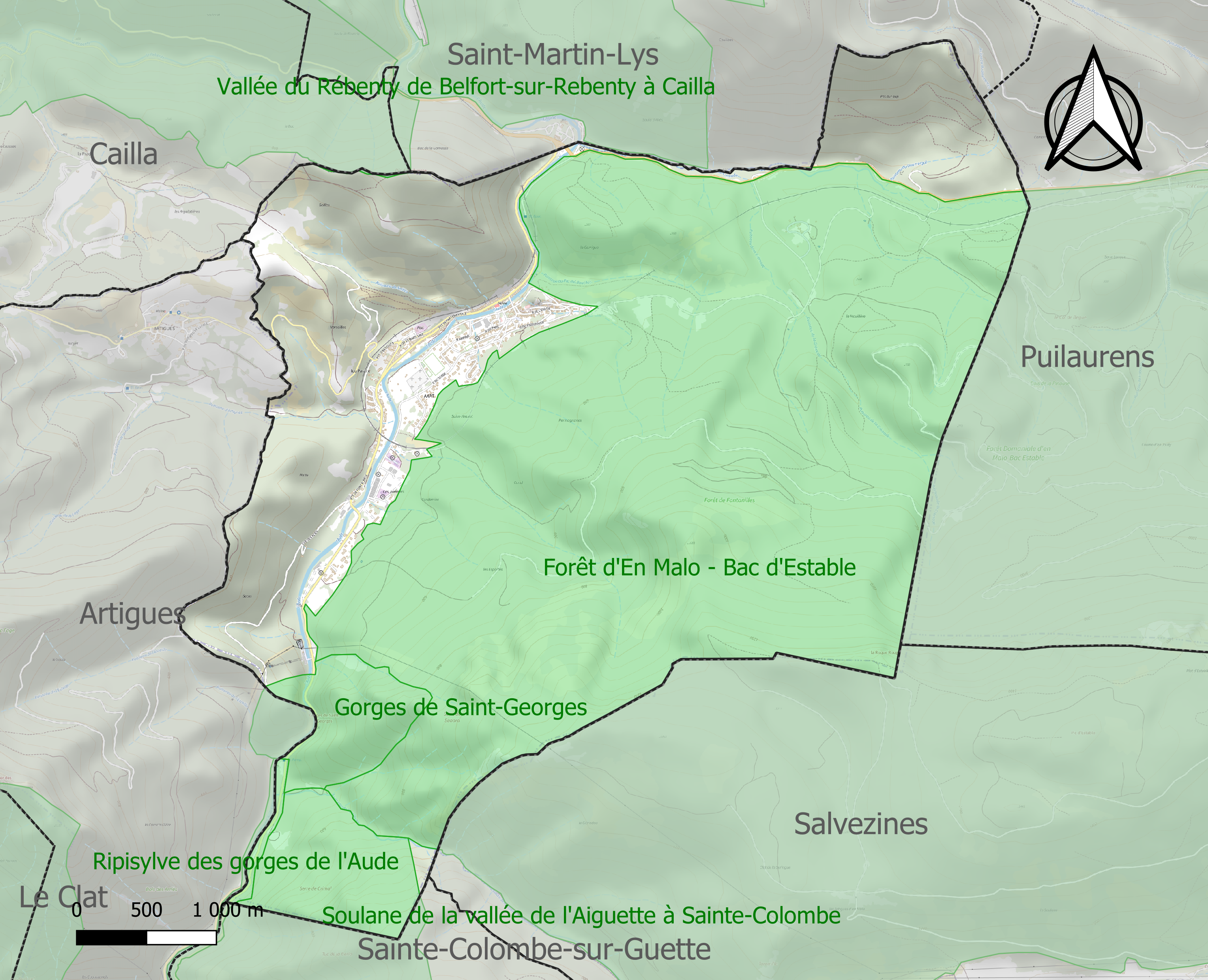
Carte des ZNIEFF de type 1 sur la commune.
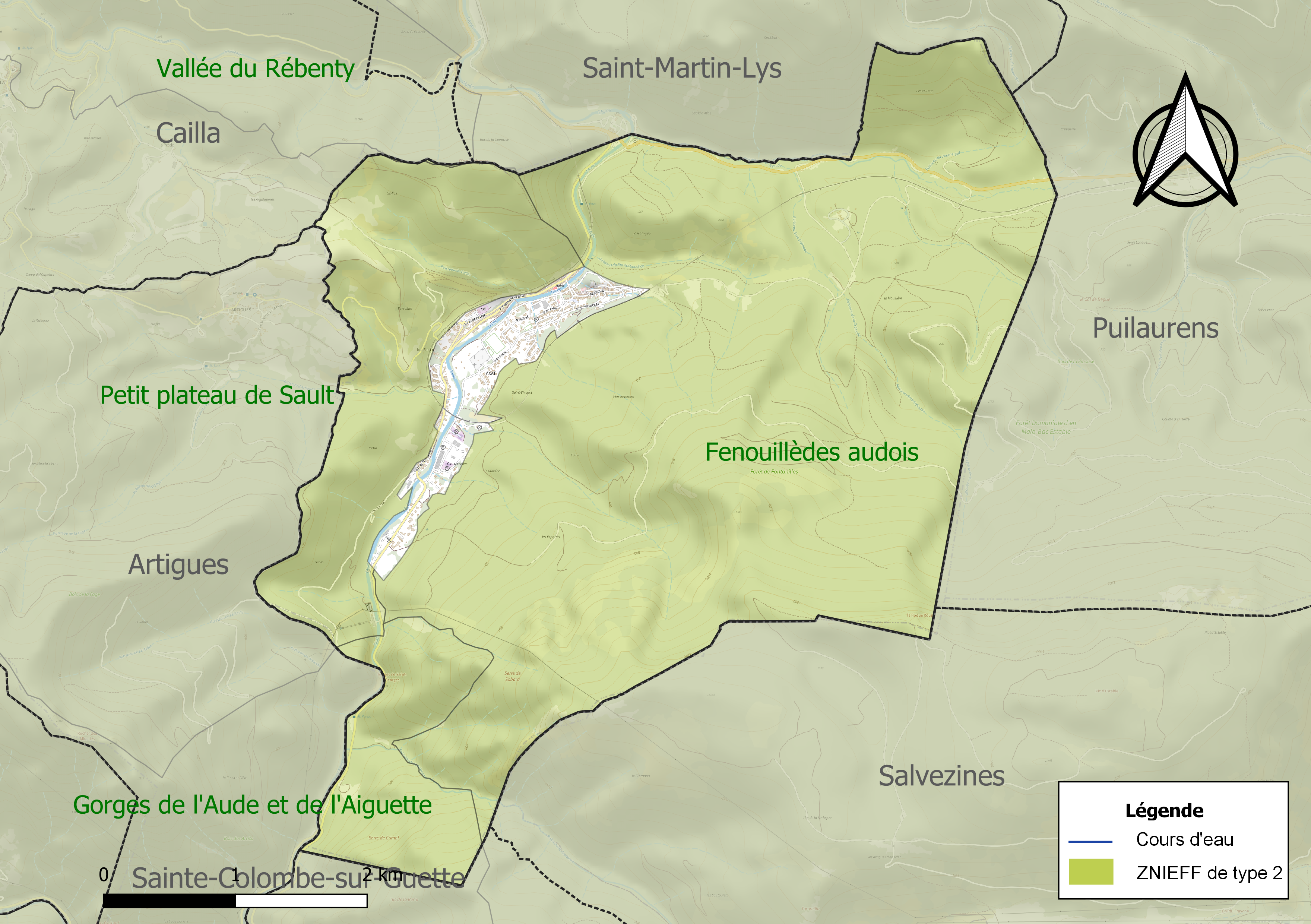
Carte des ZNIEFF de type 2 sur la commune.

## Urbanisme

### Typologie
Au 1er janvier 2024, Axat est catégorisée commune rurale à habitat dispersé, selon la nouvelle grille communale de densité à 7 niveaux définie par l'Insee en 2022.
Elle est située hors unité urbaine et hors attraction des villes,.

### Occupation des sols
L'occupation des sols de la commune, telle qu'elle ressort de la base de données européenne d’occupation biophysique des sols Corine Land Cover (CLC), est marquée par l'importance des forêts et milieux semi-naturels (94,4 % en 2018), une proportion identique à celle de 1990 (94,4 %). La répartition détaillée en 2018 est la suivante : 
forêts (84,7 %), milieux à végétation arbustive et/ou herbacée (9,7 %), zones urbanisées (5,1 %), zones agricoles hétérogènes (0,5 %). L'évolution de l’occupation des sols de la commune et de ses infrastructures peut être observée sur les différentes représentations cartographiques du territoire : la carte de Cassini (XVIIIe siècle), la carte d'état-major (1820-1866) et les cartes ou photos aériennes de l'IGN pour la période actuelle (1950 à aujourd'hui).

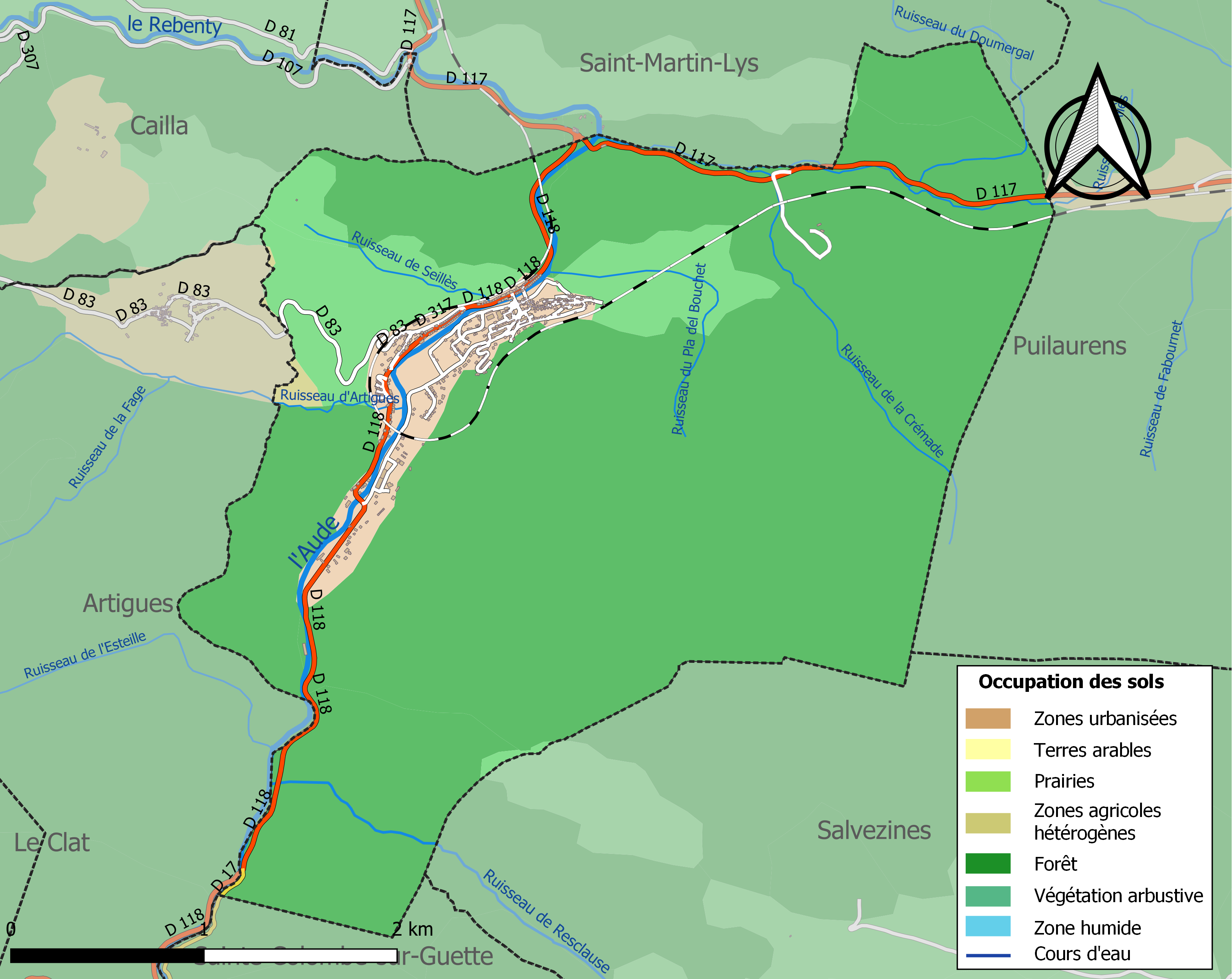
Carte des infrastructures et de l'occupation des sols de la commune en 2018 (CLC).

### Risques majeurs
Le territoire de la commune d'Axat est vulnérable à différents aléas naturels : météorologiques (tempête, orage, neige, grand froid, canicule ou sécheresse), inondations et séisme (sismicité modérée). Il est également exposé à deux risques technologiques,  le transport de matières dangereuses et la rupture d'un barrage, et à un risque particulier : le risque de radon. Un site publié par le BRGM permet d'évaluer simplement et rapidement les risques d'un bien localisé soit par son adresse soit par le numéro de sa parcelle.

#### Risques naturels
Certaines parties du territoire communal sont susceptibles d’être affectées par le risque d’inondation par débordement de cours d'eau, notamment l'Aude. La commune a été reconnue en état de catastrophe naturelle au titre des dommages causés par les inondations et coulées de boue survenues en 1982, 1992, 1996, 2009, 2010, 2017, 2019 et 2020,.

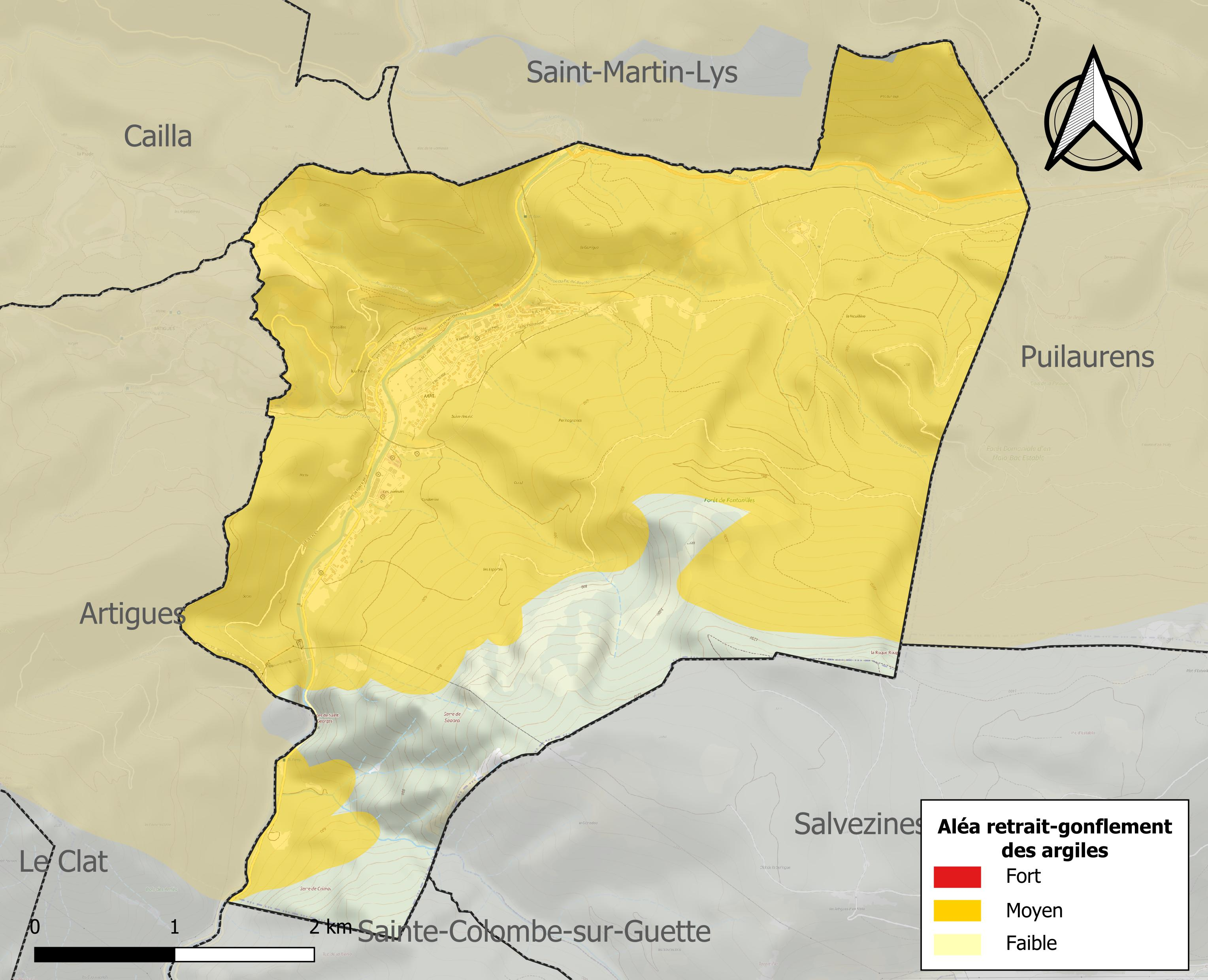
Carte des zones d'aléa retrait-gonflement des sols argileux d'Axat.

Le retrait-gonflement des sols argileux est susceptible d'engendrer des dommages importants aux bâtiments en cas d’alternance de périodes de sécheresse et de pluie. 83,5 % de la superficie communale est en aléa moyen ou fort (75,2 % au niveau départemental et 48,5 % au niveau national). Sur les 395 bâtiments dénombrés sur la commune en 2019, 395 sont en aléa moyen ou fort, soit 100 %, à comparer aux 94 % au niveau départemental et 54 % au niveau national. Une cartographie de l'exposition du territoire national au retrait gonflement des sols argileux est disponible sur le site du BRGM,.

#### Risques technologiques
Le risque de transport de matières dangereuses sur la commune est lié à sa traversée par une route à fort trafic. Un accident se produisant sur une telle infrastructure est en effet susceptible d’avoir des effets graves au bâti ou aux personnes jusqu’à 350 m, selon la nature du matériau transporté. Des dispositions d’urbanisme peuvent être préconisées en conséquence.
La commune est en outre située en aval des barrages de Matemale et de Puyvalador, deux ouvrages de classe A, situés dans le département des Pyrénées-Orientales. À ce titre elle est susceptible d’être touchée par l’onde de submersion consécutive à la rupture d'un de ces ouvrages.

#### Risque particulier
Dans plusieurs parties du territoire national, le radon, accumulé dans certains logements ou autres locaux, peut constituer une source significative d’exposition de la population aux rayonnements ionisants. Certaines communes du département sont concernées par le risque radon à un niveau plus ou moins élevé. Selon la classification de 2018, la commune d'Axat est classée en zone 2, à savoir zone à potentiel radon faible mais sur lesquelles des facteurs géologiques particuliers peuvent faciliter le transfert du radon vers les bâtiments.

## Toponymie
La première mention : « in vigo Adesate » apparait en 954.
Dans les temps les plus reculés, le bassin de l'Aude n'appartenait point aux Sordes, mais à d'autres producteurs de fer, habitant le pays d'Atax (Aude), aux Atacini ; ceux-ci, à la fabrication des épées, joignaient celle des haches mettant déjà à profit les ressources de la région en abondant minerai de fer. Le village le plus rapproché des Sordes, et faisant partie de la contrée occupée par les Aticini, se nomme Axat, et cette appellation, qui est une simple inversion d'Atax, marque le point exact de division entre les deux tribus des Sordes et des Atacini.

## Histoire
La première mention du village se trouve dans l'inventaire des actes de l'Archevêché de Narbonne et date de l'an 900 lorsqu'un certain Resevindus (ou Receswinthe) vend au monastère de Saint-Martin-Lys une pièce de terre située à Axat. Le vicus ou petit bourg fait alors partie du Fenouillèdes, vassal du comté de Cerdagne puis du comté de Besalu en actuelle Catalogne.
La première église connue est citée en 930, il s'agit de Saint-Vincent de Riquifrède, aujourd'hui disparue. Elle se situait près de l'actuel cimetière. Au Xe siècle, la seigneurie d'Axat inclut Artigues et Cailla.
Le comte de Barcelone Ramon Berenguer III hérite des comtés de Besalu et donc du Fenouillèdes en 1112, et l'inféode à son demi-frère le vicomte Aymeri de Narbonne. À partir de 1162, la seigneurie d'Axat est vassale du royaume d'Aragon jusqu'en 1258 lorsque le traité de Corbeil (négocié par Guilhem d'Axat, chapelain de Jacques Ier d'Aragon) entérine la cession du Fenouillèdes au royaume de France.
Plusieurs seigneurs issus de familles de la province, se partagent successivement son territoire, dont les chevaliers d'Axat et de Saint-Vincent, vassaux ou vavassaux des vicomtes de Fenouillèdes, puis du chevalier Pons de Caramany en 1306, ainsi que la famille de Castelpor-Marsa qui semble avoir été la plus importante du Xe au XVe siècle. La population du village en 1306 était de 387 habitants répartis dans 80 foyers. Après être passée par mariage de la famille de Castelpor-Marsa à la famille du Vivier, la seigneurie d'Axat est acquise (en même temps que celles de Vayra, Artigues, La Prade, Ulhac), d'Antoinette de Castelpor (qui en était l'héritière par son père) épouse d'Antoine du Vivier, par acte passé le 18 avril 1466 devant Maître Minéty, notaire à Narbonne, par Arnaud Dax, seigneur de Cailla, Leuc, La Serpent, Trèbes et autres places consul de Carcassonne, de la Famille Dax une très ancienne famille originaire de Carcassonne qui donna plusieurs consuls de la Cité au Moyen Âge et resta présente à Axat jusqu'à l'orée du XXe siècle Il était lui-même marié à Jordanne Taberne, fille de noble Raymond Taverne, d'une famille de consuls de Carcassonne également.
Baronnie érigée en marquisat en 1776 d'après Eric Thiou, éteint dans branche aînée et passé à la branche Dax de Cessales d'Axat en 1788, « marquis de courtoisie » d'après Charondas.

### Les forges et laminoirs
Des forges et laminoirs furent créés, au niveau du pont Vieux sur le cours de l'Aude, quelques décennies avant la Révolution par leur fondateur Marc Antoine Marie Thérèse de Dax, marquis d'Axat qui permirent à nombre d'habitants d'y trouver un emploi, ce qui offrit à bien des familles d'Axat la possibilité de vivre dans une meilleure aisance. Il obtint pour ce faire un arrêt du conseil du roi rendu à Versailles le 8 juin 1756 et des lettres patentes données à Compiègne le 16 août 1756 signées « Louis » de la main du roi Louis XV autorisant leur construction, ces actes accordés au « marquis d'Axat », les L.P. commençant à la suite de la formule de salutation introductive par « Notre cher et bien aimé marquis d'Axat nous ayant.. etc.», enregistrées au Parlement de Toulouse par un arrêt rendu en chambre souveraine en faveur du « marquis d'Axat », le 29 janvier 1757. Ces forges étaient dans les plus importantes et les mieux construites de toute la région. Elles comprenaient une forge catalane, un martinet et un moulin à scie et étaient notamment approvisionnées en minerai de fer par le site minier de Vicdessos. L’énergie est fournie par l’Aude, au moyen d’un bief dont la prise d’eau est située à 500 m en amont. La fabrication est alors consacrée à celle de boulets et de balles en fer. Le marquis d'Axat fit de son cousin Ange Jean Michel Bonaventure de Dax d'Axat cité plus haut, son héritier par testament de 1788 année-même de son décès. En 1789, la Forge produit 120 tonnes  par an de fer de première qualité, dont parfois du fer fort servant d’acier pour les ouvrages grossiers. Le personnel est de 8 forgerons et 30 charbonniers. Le bois, principalement du hêtre, est pris dans les forêts du marquis d'Axat. Le minerai provient de Sem. Le nouveau marquis d'Axat qui était maire de Montpellier depuis 1814, agrandit en 1830 les forges avec l'installation de laminoirs. La prise d’eau alimente alors six roues hydrauliques qui entraînent la forge catalane, les martinets et les soufflantes pour les fours, ainsi que les laminoirs. La marquis fit passer les forges et laminoirs, 80 ans après leur création, sous le statut de « Société anonyme des forges et usines d'Axat », approuvé par ordonnance royale du roi Louis-Philippe du 19 septembre 1837. En 1838, le minerai provient toujours de la  mine ariégeoise de Rancié à Sem, mais aussi de Palairac, de Fillols et de Lagrasse. Le mélange des différents minerais permet principalement la production d’acier de cémentation et d’acier étiré d’excellente qualité pour sabres, grands couteaux, scies, limes et autres instruments pour les sucreries, la production s'élève encore, elle est de 140 tonnes par an. La poursuite de la croissance fait atteindre en 1849 à l'époque de leur apogée, un niveau de production annuel des forges de 150 tonnes d'acier,,. Mais la puissance acquise par les industries de la sidérurgie du nord et de l'est de la France alors en plein essor, avec leurs hauts fourneaux chauffés au charbon donnant des possibilités de production décuplées à moindre coût, rendent bientôt la concurrence trop inégale et de plus en plus intenable. C'est cet état de fait qui va entraîner, comme pour l'ensemble des forges et laminoirs à bois en France, un rapide arrêt de la production qui se produit peu après 1860 à Axat, territoire duquel la houille est par ailleurs absente.
Le quartier des forges disparues a été urbanisé au fil des ans, avec la construction d’un nouveau pont. Il en reste la « rue de la Forge ».
Le lieu de passage du beal (ou bief) d’alimentation des roues hydrauliques est quant à lui bien visible en vue aérienne, au travers de constructions de l'époque contemporaine.

## Politique et administration

### Découpage territorial
La commune d'Axat est membre de la communauté de communes des Pyrénées audoises , un établissement public de coopération intercommunale (EPCI) à fiscalité propre créé le 30 mai 2013 dont le siège est à Quillan. Ce dernier est par ailleurs membre d'autres groupements intercommunaux.
Sur le plan administratif, elle est rattachée à l'arrondissement de Limoux, au département de l'Aude, en tant que circonscription administrative de l'État, et à la région Occitanie.
Sur le plan électoral, elle dépend du canton de la Haute-Vallée de l'Aude pour l'élection des conseillers départementaux, depuis le redécoupage cantonal de 2014 entré en vigueur en 2015, et de la troisième circonscription de l'Aude  pour les élections législatives, depuis le redécoupage électoral de 1986.

### Liste des maires
| Période                                  | Période  | Identité          | Étiquette | Qualité                             |
| ---------------------------------------- | -------- | ----------------- | --------- | ----------------------------------- |
| 1947                                     | 1971     | Émile Gorse       | SFIO      |                                     |
| 1971                                     | 1983     | Alexandre Raynaud | PS        |                                     |
| 1983                                     | 1985     | Jean-Paul Raynaud | PS        | Conseiller général                  |
| 1985                                     | 1989     | Yves Ipavec       | PS        |                                     |
| 1989                                     | 2020     | Marcel Martinez   | PS        | Conseiller général (1992-2015)      |
| 2020                                     | En cours | Philippe Parraud  | DVG       | Éducateur Français langue étrangère |
| Les données manquantes sont à compléter. |          |                   |           |                                     |

## Population et société

### Démographie
Une enquête royale effectuée en 1306 révèle que la population du village était de 387 habitants répartis dans 80 foyers. Ce document exceptionnel sert aux historiens à évaluer les effectifs des populations dans toute l'Europe occidentale médiévale.
L'évolution du nombre d'habitants est connue à travers les recensements de la population effectués dans la commune depuis 1793. Pour les communes de moins de 10 000 habitants, une enquête de recensement portant sur toute la population est réalisée tous les cinq ans, les populations de référence des années intermédiaires étant quant à elles estimées par interpolation ou extrapolation. Pour la commune, le premier recensement exhaustif entrant dans le cadre du nouveau dispositif a été réalisé en 2006.

En 2022, la commune comptait 482 habitants, en évolution de −12,84 % par rapport à 2016 (Aude : +2,65 %, France hors Mayotte : +2,11 %).
| 1793 | 1800 | 1806 | 1821 | 1831 | 1836 | 1841 | 1846 | 1851 |
| ---- | ---- | ---- | ---- | ---- | ---- | ---- | ---- | ---- |
| 284  | 335  | 361  | 411  | 546  | 582  | 278  | 594  | 540  |

| 1856 | 1861 | 1866 | 1872 | 1876 | 1881 | 1886 | 1891 | 1896 |
| ---- | ---- | ---- | ---- | ---- | ---- | ---- | ---- | ---- |
| 538  | 529  | 458  | 452  | 444  | 425  | 450  | 454  | 558  |

| 1901 | 1906 | 1911 | 1921 | 1926 | 1931  | 1936 | 1946 | 1954  |
| ---- | ---- | ---- | ---- | ---- | ----- | ---- | ---- | ----- |
| 838  | 695  | 912  | 863  | 968  | 1 010 | 901  | 930  | 1 006 |

| 1962 | 1968 | 1975 | 1982  | 1990 | 1999 | 2006 | 2011 | 2016 |
| ---- | ---- | ---- | ----- | ---- | ---- | ---- | ---- | ---- |
| 993  | 997  | 911  | 1 021 | 919  | 832  | 711  | 624  | 553  |

| 2021 | 2022 | - | - | - | - | - | - | - |
| ---- | ---- | - | - | - | - | - | - | - |
| 497  | 482  | - | - | - | - | - | - | - |

### Santé
Maison pluridisciplinaire de Santé intercommunale

### Sports
- Activités d'eau vive : raft, nage en eau vive, canoë ;
- Union sportive Axat Football, club de football créé en 1940 ;
- Sports de pleine nature : randonnée (pédestre, équestre, VTT), eau vive (rafting, canoë-kayak, nage en eau vive) et escalade.

## Économie

### Revenus
En 2018  (données Insee publiées en septembre 2021), la commune compte 235 ménages fiscaux, regroupant 468 personnes. La médiane du revenu disponible par unité de consommation est de 18 780 € (19 240 € dans le département).

### Emploi
| Division       | 2008   | 2013   | 2018   |
| -------------- | ------ | ------ | ------ |
| Commune        | 8,8 %  | 12,5 % | 12,7 % |
| Département    | 10,2 % | 12,8 % | 12,6 % |
| France entière | 8,3 %  | 10 %   | 10 %   |

En 2018, la population âgée de 15 à 64 ans s'élève à 304 personnes, parmi lesquelles on compte 69,2 % d'actifs (56,5 % ayant un emploi et 12,7 % de chômeurs) et 30,8 % d'inactifs,. En  2018, le taux de chômage communal (au sens du recensement) des 15-64 ans est supérieur à celui de la France et du département, alors qu'il était inférieur à celui du département en 2008.
La commune est hors attraction des villes,. Elle compte 214 emplois en 2018, contre 226 en 2013 et 274 en 2008. Le nombre d'actifs ayant un emploi résidant dans la commune est de 175, soit un indicateur de concentration d'emploi de 122,6 % et un taux d'activité parmi les 15 ans ou plus de 46,4 %.
Sur ces 175 actifs de 15 ans ou plus ayant un emploi, 129 travaillent dans la commune, soit 74 % des habitants. Pour se rendre au travail, 73,4 % des habitants utilisent un véhicule personnel ou de fonction à quatre roues, 1,1 % les transports en commun, 17,3 % s'y rendent en deux-roues, à vélo ou à pied et 8,3 % n'ont pas besoin de transport (travail au domicile).

### Activités hors agriculture

#### Secteurs d'activités
74 établissements sont implantés  à Axat au 31 décembre 2019. Le tableau ci-dessous en détaille le nombre par secteur d'activité et compare les ratios avec ceux du département,.
| Secteur d'activité                                                                                        | Commune | Commune | Département |
| Secteur d'activité                                                                                        | Nombre  | %       | %           |
| --- | ------- | ------- | ----------- |
| Ensemble                                                                                                  | 74      |         |             |
| Industrie manufacturière, industries extractives et autres                                                | 11      | 14,9 %  | (8,8 %)     |
| Construction                                                                                              | 11      | 14,9 %  | (14 %)      |
| Commerce de gros et de détail, transports, hébergement et restauration                                    | 22      | 29,7 %  | (32,3 %)    |
| Activités immobilières                                                                                    | 1       | 1,4 %   | (5,2 %)     |
| Activités spécialisées, scientifiques et techniques et activités de services administratifs et de soutien | 7       | 9,5 %   | (13,3 %)    |
| Administration publique, enseignement, santé humaine et action sociale                                    | 17      | 23 %    | (13,2 %)    |
| Autres activités de services                                                                              | 5       | 6,8 %   | (8,8 %)     |

Le secteur du commerce de gros et de détail, des transports, de l'hébergement et de la restauration est prépondérant sur la commune puisqu'il représente 29,7 % du nombre total d'établissements de la commune (22 sur les 74 entreprises implantées  à Axat), contre 32,3 % au niveau départemental.

#### Entreprises
Les trois entreprises ayant leur siège social sur le territoire communal qui génèrent le plus de chiffre d'affaires en 2020 sont : 
- Axat Elec - Axat-Elec, travaux d'installation électrique dans tous locaux (185 k€)
- Crazy Raft, activités de clubs de sports (25 k€)
- SEA, formation continue d'adultes (23 k€)

### Agriculture
|                                   | 1988 | 2000 | 2010 |
| --------------------------------- | ---- | ---- | ---- |
| Exploitations                     | 2    | 1    | 2    |
| Superficie agricole utilisée (ha) | 0    | 0    | 8    |

La commune fait partie de la petite région agricole dénommée « Pays de Sault ». En 2010, l'orientation technico-économique de l'agriculture  sur la commune est la polyculture et le polyélevage. Deux exploitations agricoles ayant leur siège dans la commune sont dénombrées lors du recensement agricole de 2010 (deux en 1988). La superficie agricole utilisée est de 8 ha.

## Culture locale et patrimoine

### Lieux et monuments
- Ruines du château médiéval
- Pont Vieux
- Église Notre-Dame-de-l'Assomption, église paroissiale actuelle (dite de la chapelle)[60].
- Église des Saints-Anges[61]. À la fois chapelle castrale et église paroissiale, Raymond de Dax, seigneur d'Axat et baron de Cessales la fit bâtir en 1630. Son épouse issue de la famille de Monstron de Sauton, seigneurs d'Escouloubre y plaça la cloche sur laquelle est gravée une inscription qui en fait mémoire. Sous la dédicace initiale de saint Raymond elle le demeura jusqu'au XIXe siècle, époque où elle fut placée sous celle des Saint-Anges. Elle fut l'église paroissiale jusqu'à la fin des années 1950, période où elle fut désaffectée pour le culte au profit de la chapelle N.D. de l'Assomption (qui précède), nouvellement crée à partir d'un ancien local EDF rétrocédé à la Commune alors, pour cette fin. Longtemps restée en quasi-abandon sans entretien, l'ancienne église a été en partie restaurée dans les années 2010, elle sert désormais d'espace pouvant accueillir tant des manifestations culturelles que des expositions.
- Viaduc construit en 1900
- Gorges de Saint-Georges et le prieuré de Saint-Georges cité au Xe siècle.
- Défilé de Pierre-Lys
- Rond-point du Pont-d'Aliès

### Personnalités liées à la commune
- Guilhem d'Axat, prieur de Corneilla-de-Conflent et chapelain du roi d'Aragon Jacques Ier, ambassadeur auprès d'Henri III d'Angleterre. Il est chargé des négociations du traité de Corbeil-Barcelone en 1258, définissant la frontière entre les royaumes de France et d'Aragon.
- La famille Dax, originaire de Carcassonne, fut liée à Axat depuis le milieu du XVe siècle, lorsque ses représentants devinrent seigneur d'Axat, notamment parmi eux : 
  - Jean Dax seigneur d'Axat (?-1495), conseiller, grand chambellan du roi Charles VIII et Grand prévôt des maréchaux de France au royaume de Sicile.
  - Ange Jean Michel Bonaventure de Dax, marquis d'Axat (1767-1847), maire de Montpellier dans la première moitié du XIXe siècle, créateur dans cette ville, avec le peintre François-Xavier, baron Fabre, du musée Fabre[62] ;
- Abbé Félix Armand (1742-1823), curé de Saint-Martin-Lys qui inspira les travaux de percement de la route classée départementale en 1821, allant du défilé de Pierre-Lys jusqu'à Axat ;
- Abbé Henri Boudet (1837-1915), prêtre de Rennes les bains, contributeur à la légende de Rennes le château, décédé à Axat (tombe toujours visible au cimetière).
- Henri Rouzaud (1855-1935), professeur et homme politique français y est né.
- Joachim Estrade (1857-1936), ingénieur français qui réalise, en 1900, la première ligne haute tension entre son usine hydroélectrique d'Axat (Usine de Saint Georges) et Perpignan y est né.
- Henri Gleyzes (1901-1969), finaliste du championnat de France de rugby à XV 1924-1925  avec Carcassonne. Il jouait trois-quarts aile y est né[63] ;
- Albert Cauneille (1910-?), deux fois finaliste du championnat de France de rugby à XV 1932-1933. Il jouait trois-quarts centre (1,72 m, 82 kg) y est né. Clubs : Carcassonne, Narbonne[64].
- Patrick David (1954-), joueur de rugby à XV, finaliste du championnat de France de rugby à XV 1976-1977 avec Perpignan. Il jouait pilier (1,83 m, 87 kg).

### Héraldique
| Blason de Axat | Blason  | Parti de sinople et d'argent, au chef d'argent chargé de trois losanges de sinople. |
| Blason de Axat | Détails | Le statut officiel du blason reste à déterminer.                                    |

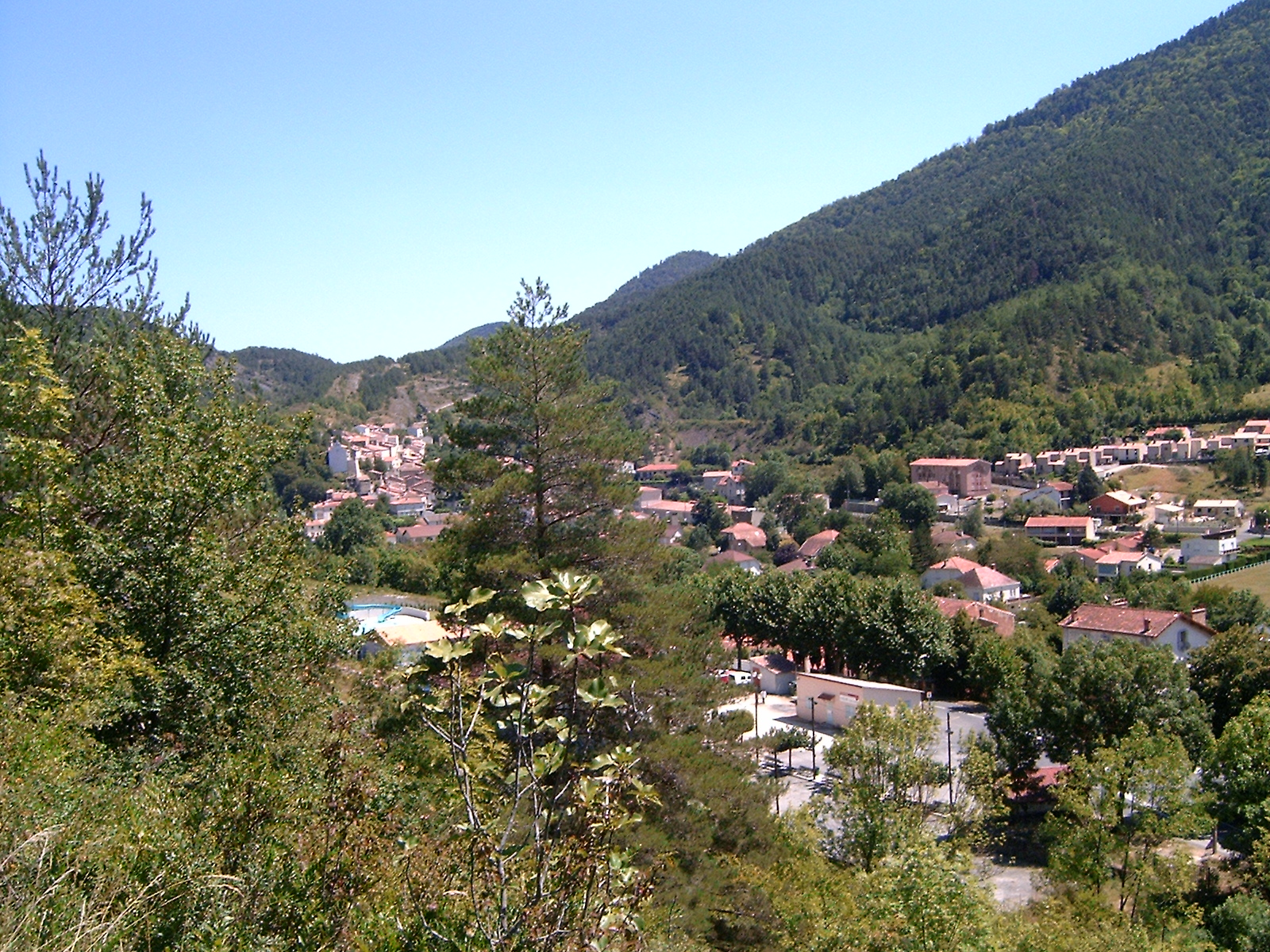
Axat, vue générale, église et ruines du vieux château.
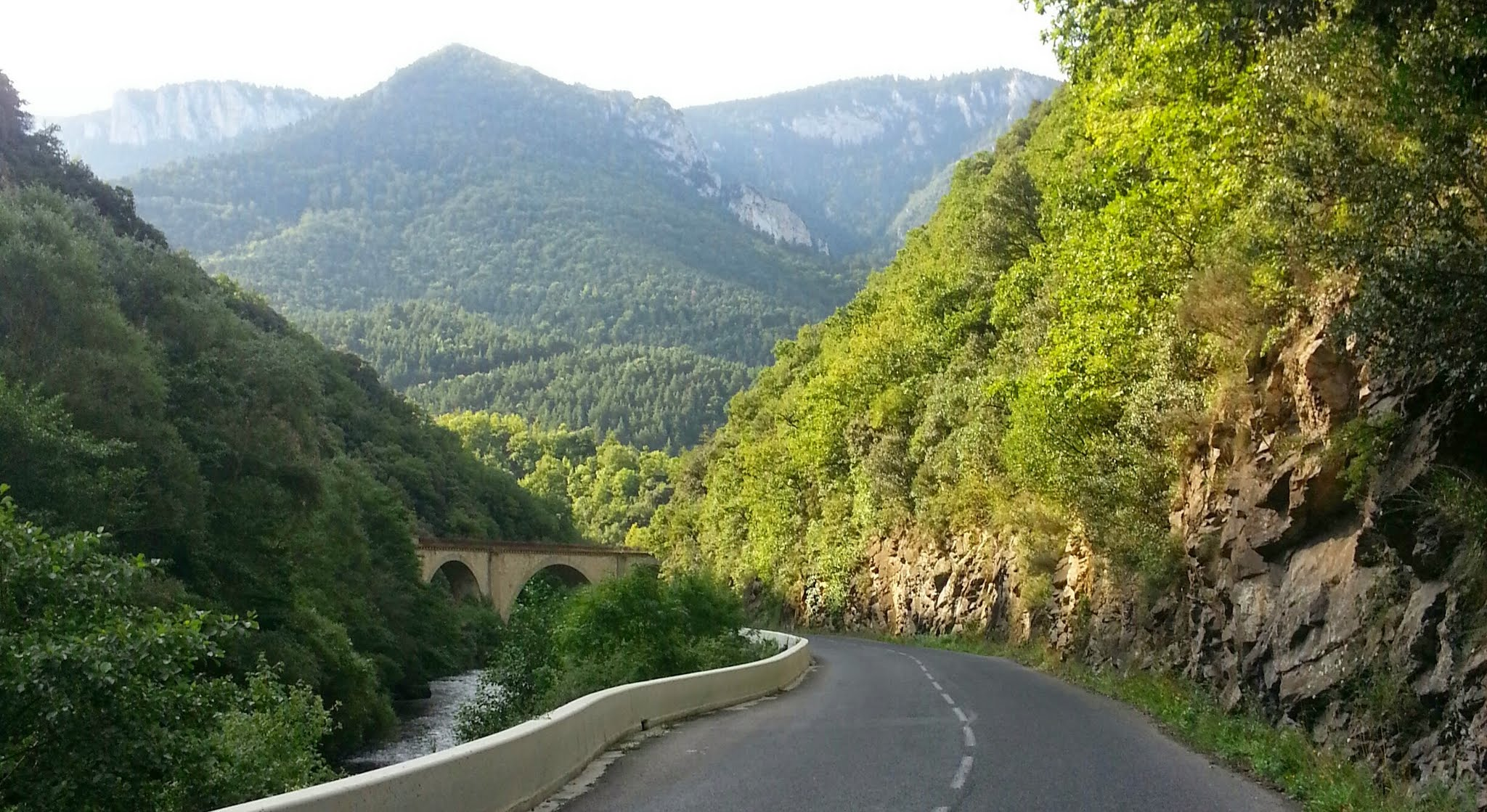
Paysage, aux alentours d'Axat.
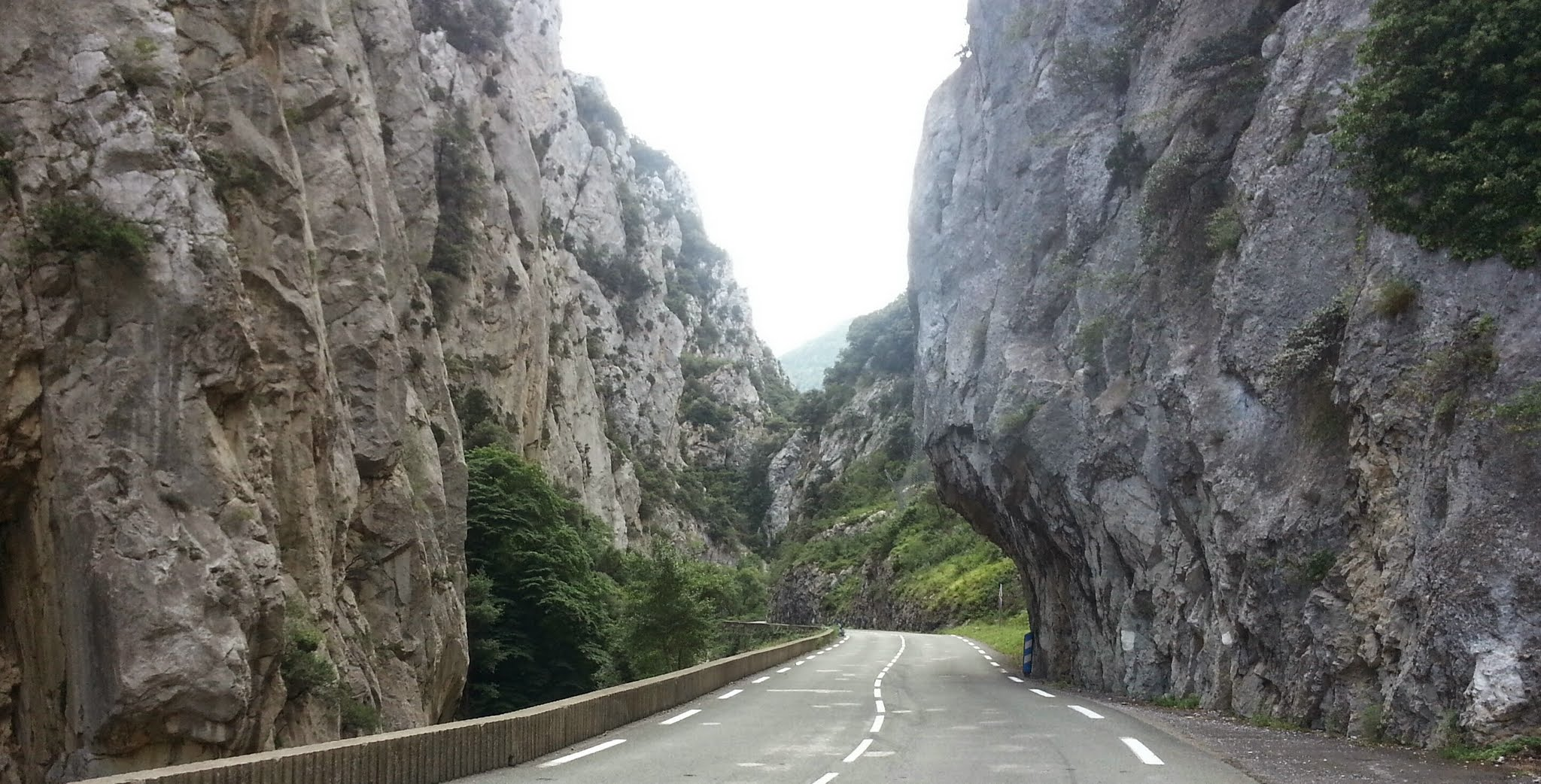
Axat, arrivée par le défilé de Pierre-Lys.
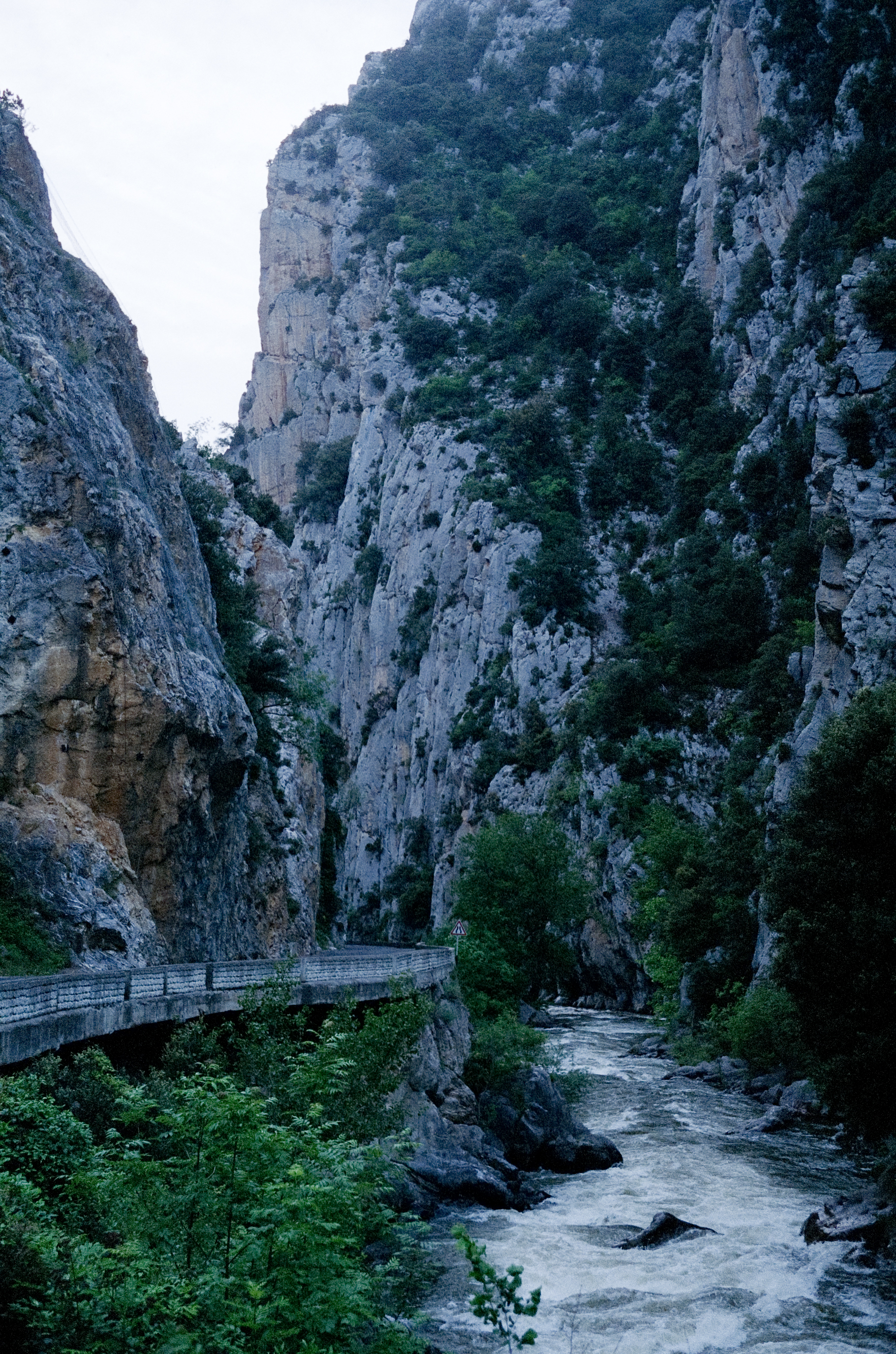
Passage resserré du défilé de Pierre-Lys.
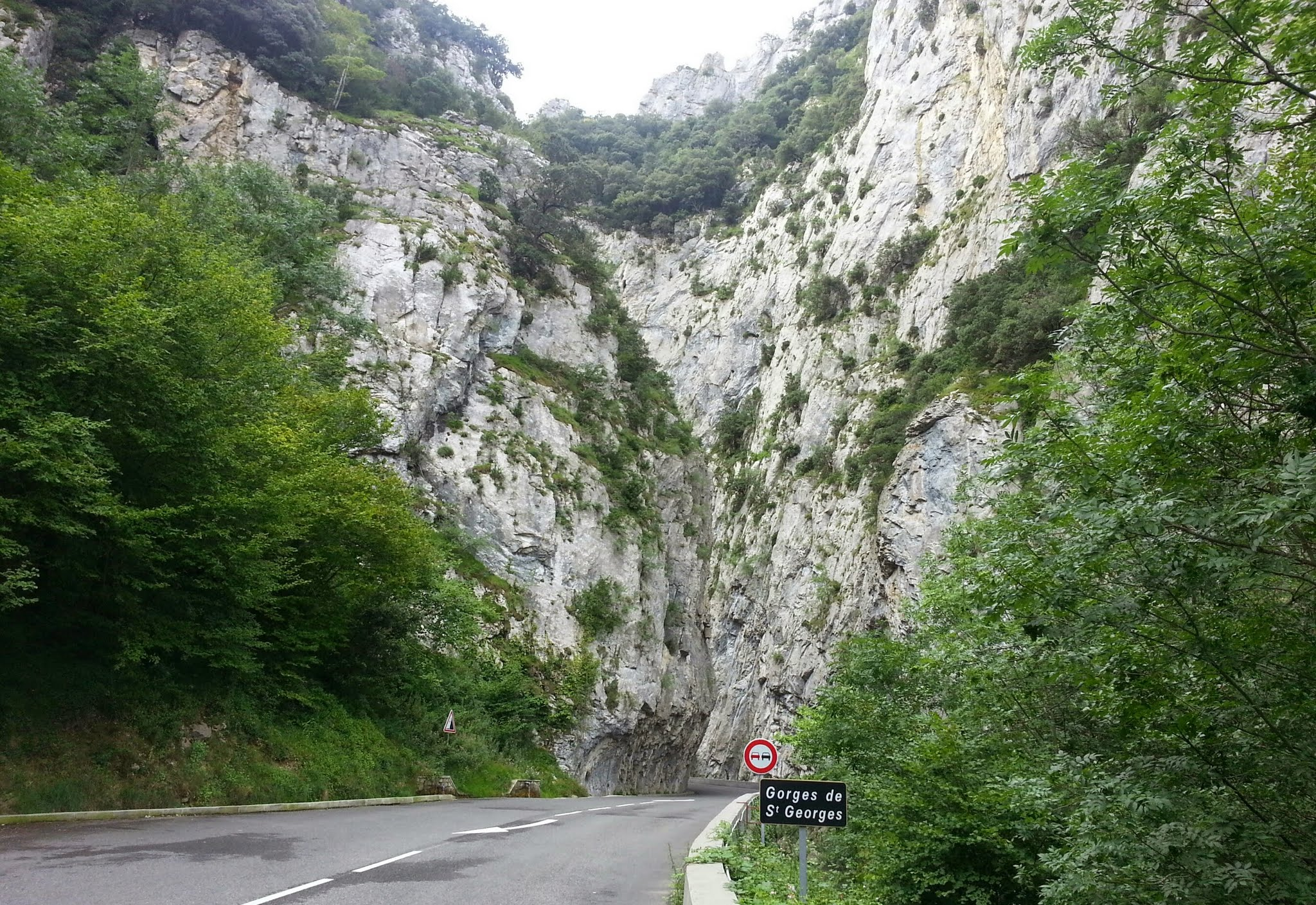
Axat, arrivée par les gorges de Saint-Georges.
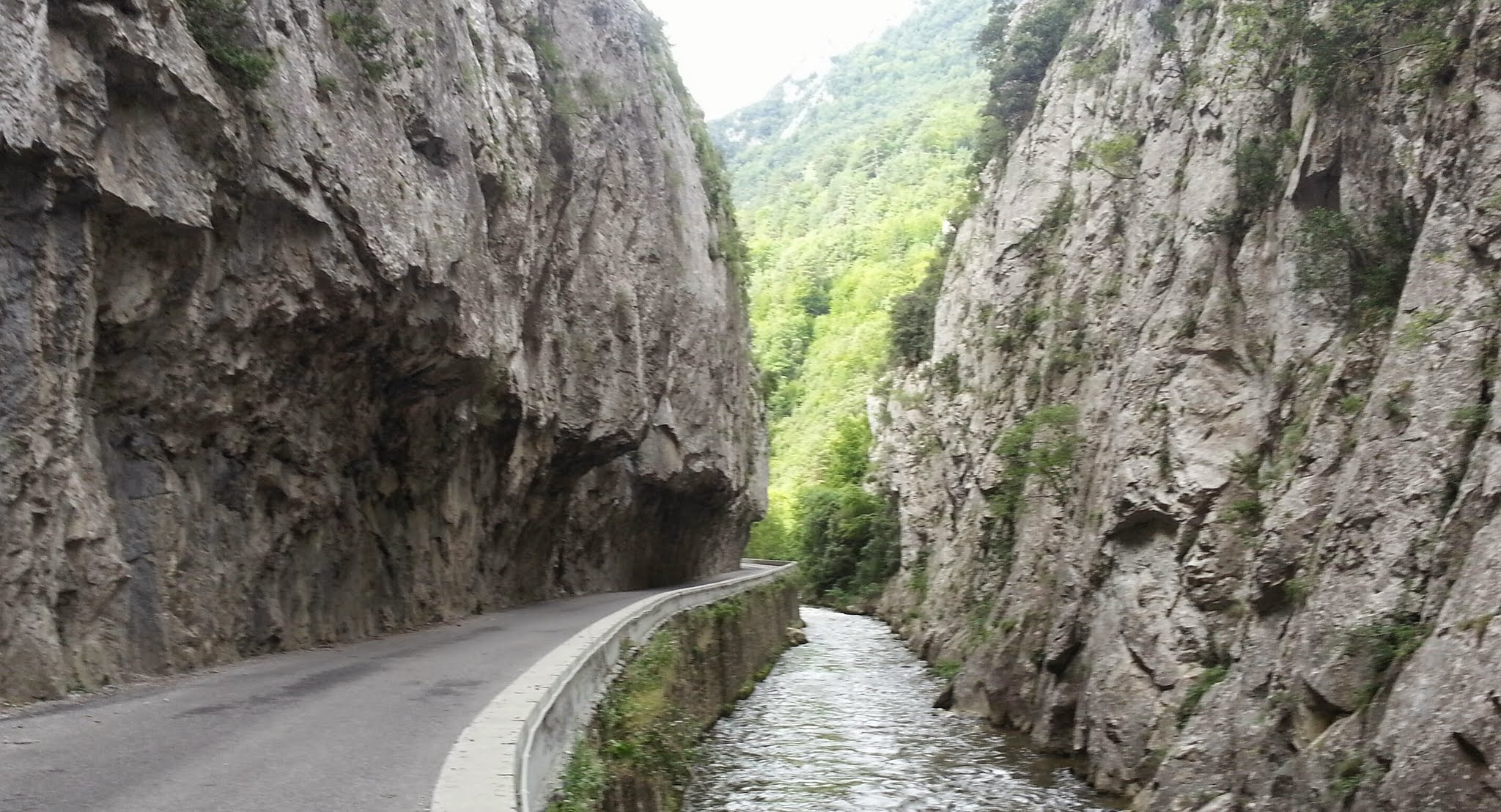
Passage étroit des gorges de Saint-Georges.
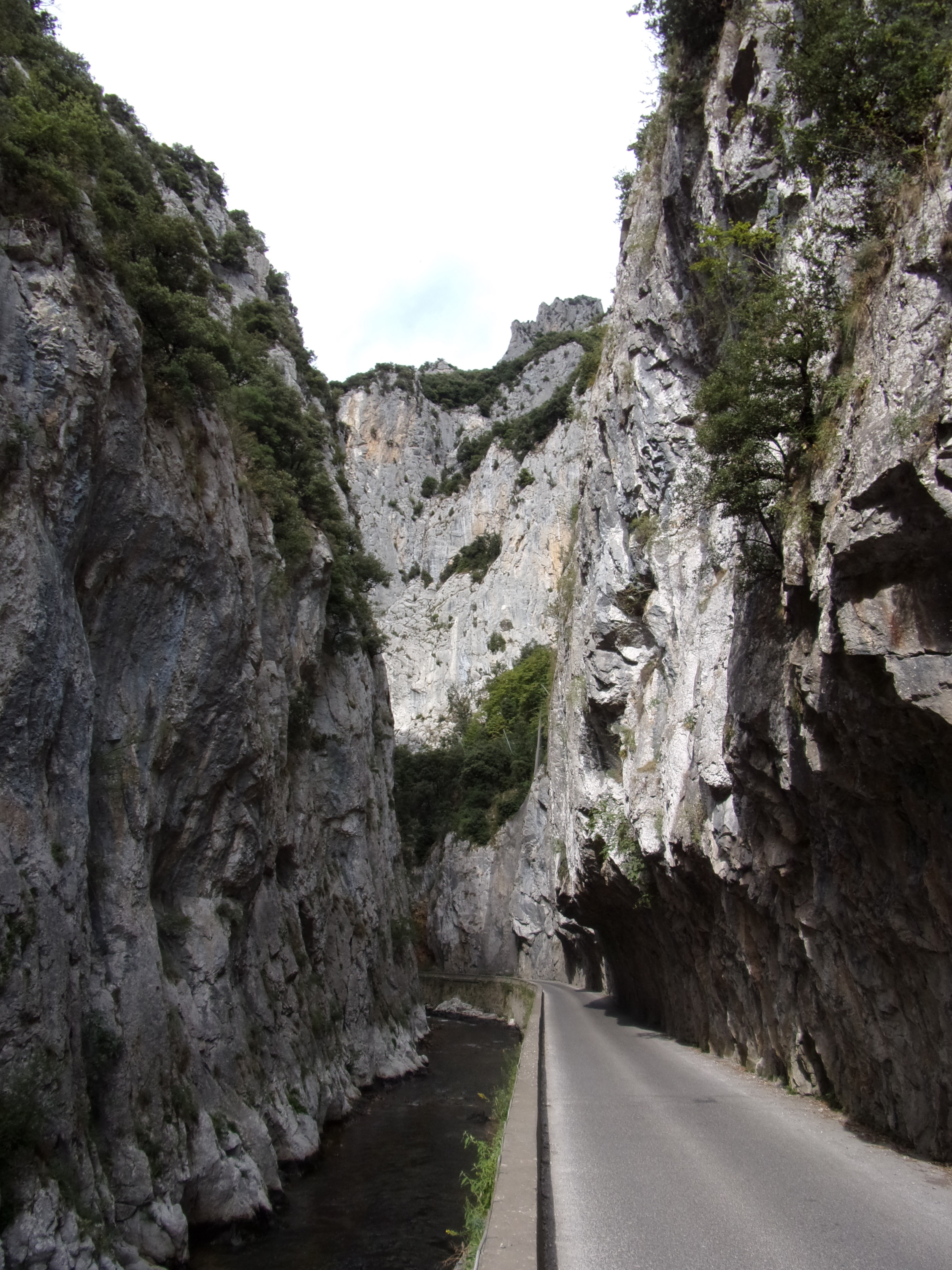
Passage le plus resserré des gorges de Saint-Georges.
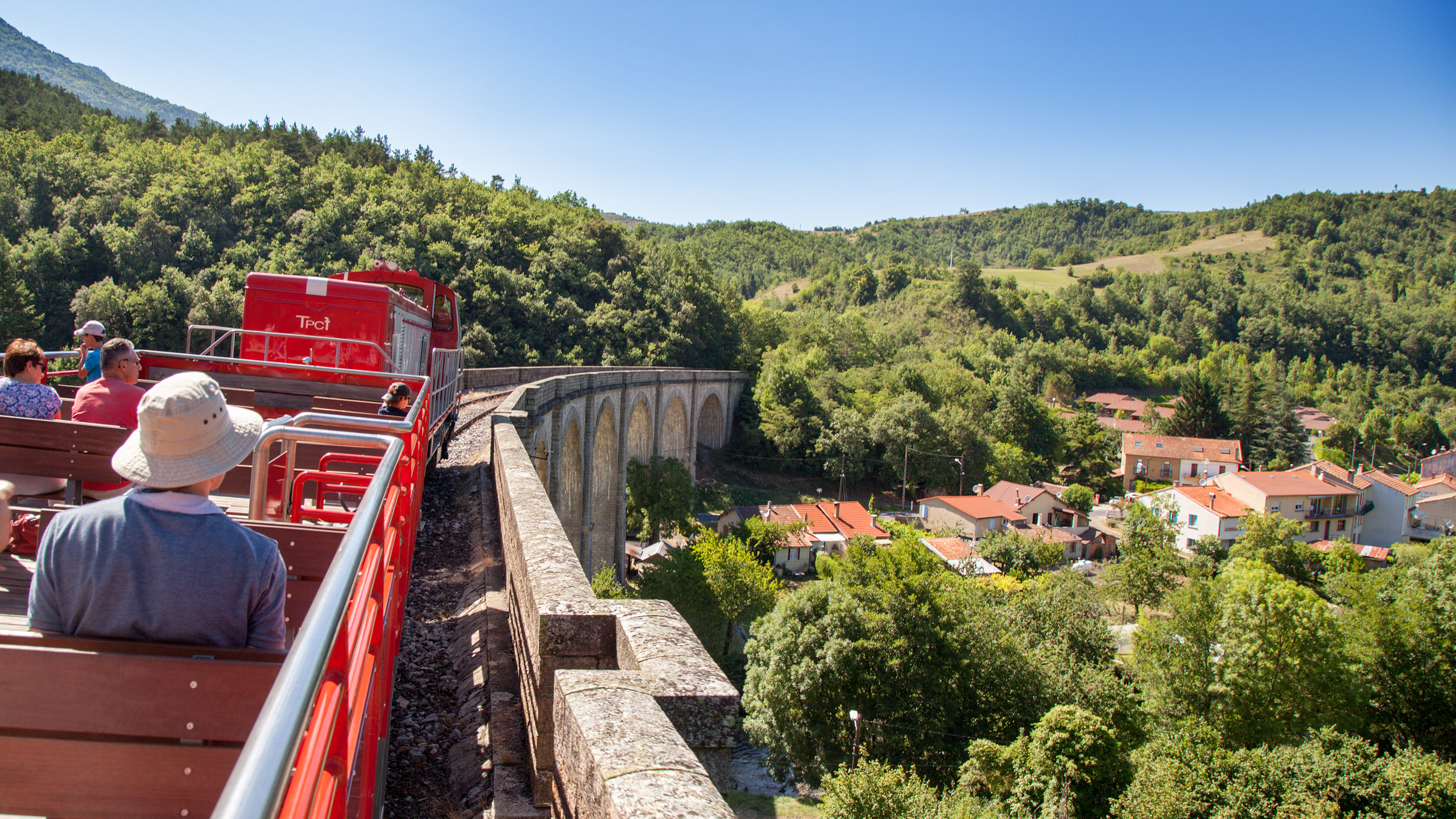
Axat, le Train du pays Cathare et du Fenouillèdes passant sur le viaduc.
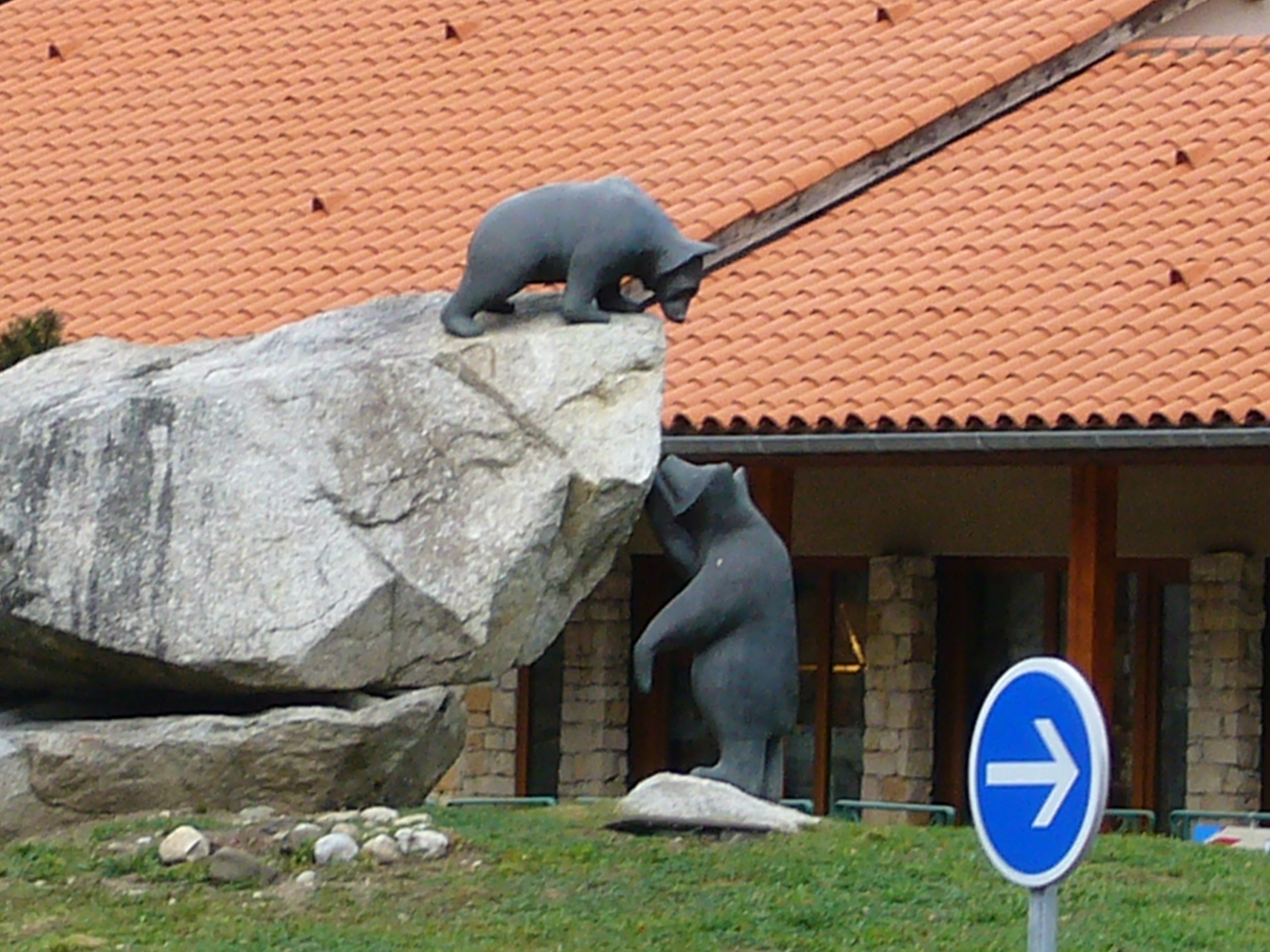
Rond-point des ours à Axat.
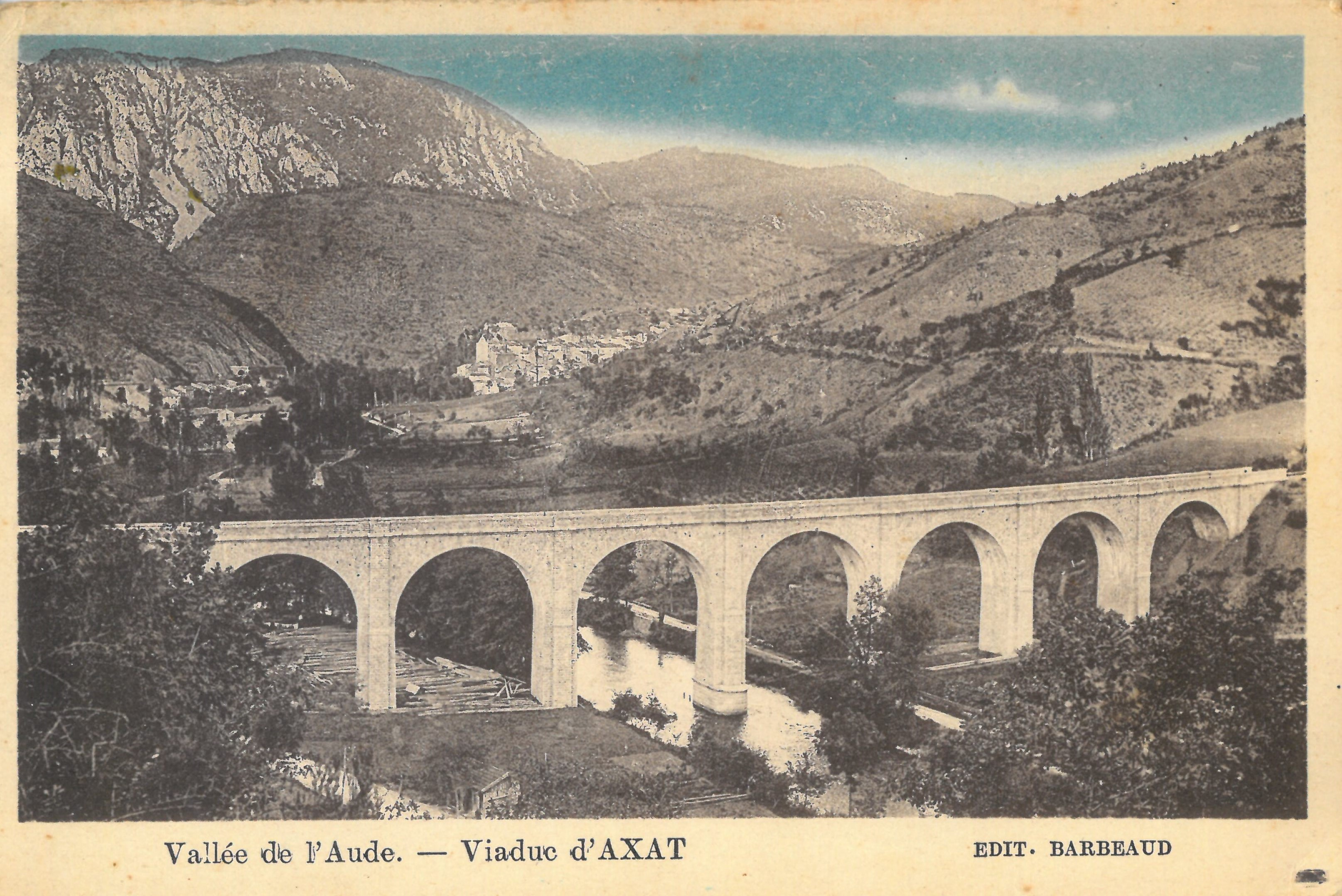
Axat, viaduc, centre-ville, église et ruines du château.
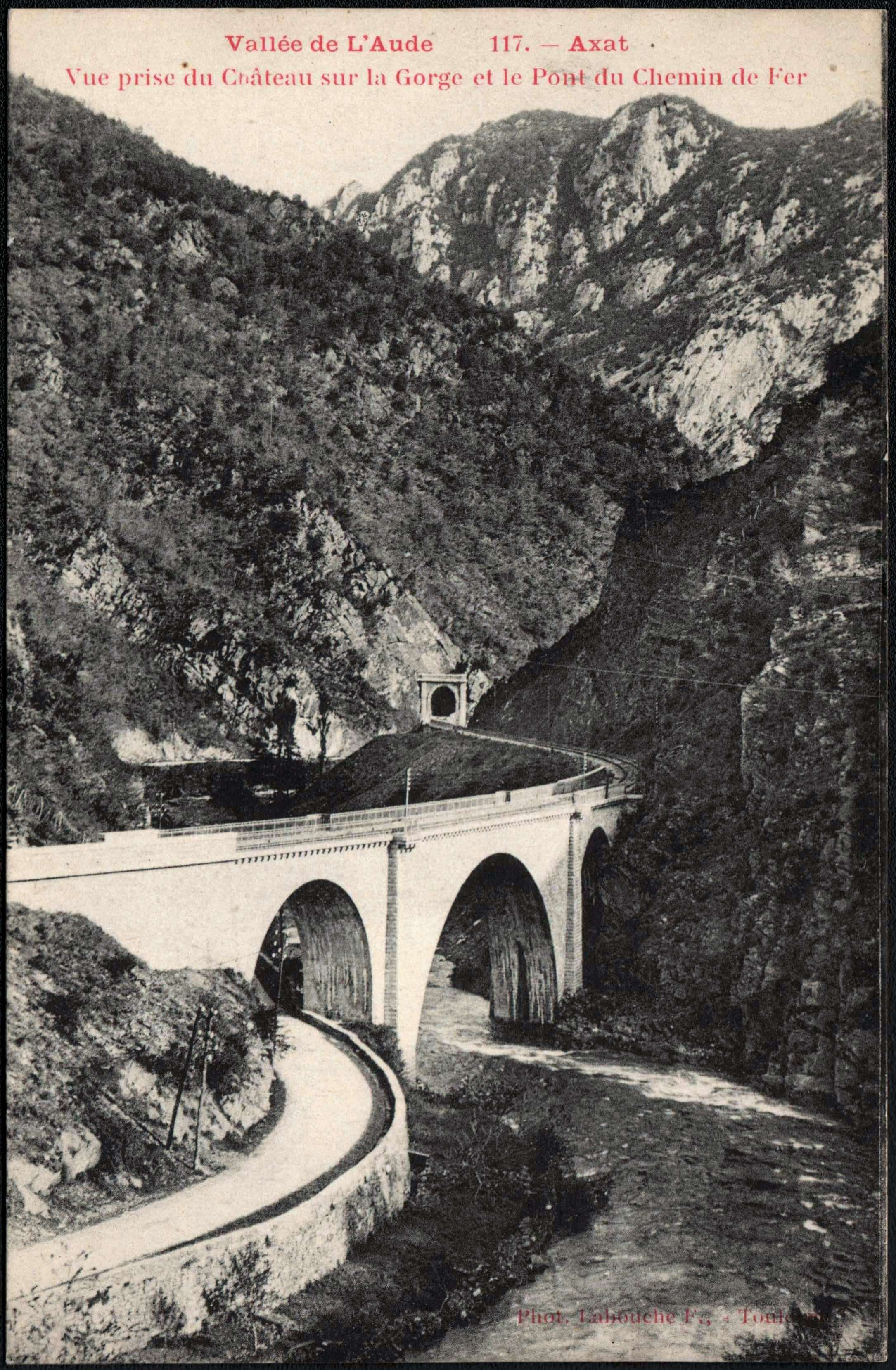
Axat, vue prise du château sur la gorge et le pont ferroviaire.